# Az öreg doktor
Az öreg doktor a Vízipók-csodapók című rajzfilmsorozat harmadik évadának tizenkettedik epizódja. A forgatókönyvet Kertész György írta.

## Cselekmény
Egy tópartra dobott törött üvegből kifolyt létől a víz alatti és tóparti állatok egyaránt megrészegülnek, majd a folyadék váratlanul meggyullad. Keresztespók meg akarja menteni a hálóját és ezzel komoly veszélybe sodorja magát.

## Alkotók
- Rendezte: Szabó Szabolcs, Haui József
- Írta: Kertész György
- Dramaturg: Szentistványi Rita
- Zenéjét szerezte: Pethő Zsolt
- Főcímdalszöveg: Bálint Ágnes
- Ének: ?
- Operatőr: Magyar Gyöngyi, Pugner Edit
- Hangmérnök: Bársony Péter
- Hangasszisztens: Zsebényi Béla
- Effekt: Boros József
- Vágó: Czipauer János, Völler Ágnes
- Háttér: N. Csathó Gizella
- Rajzolták: Bátai Éva, Hajdu Mariann, Kaszner Margit
- Kihúzók és kifestők: Bajusz Pálné, Gaál Erika, Major Andrásné
- Asszisztens: Varró Lászlóné
- Színes technika: Szabó László
- Felvételvezető: Gödl Beáta
- Gyártásvezető: Vécsy Veronika
- Produkciós vezető: Mikulás Ferenc

- A laboratóriumi munkák a Magyar Filmlaboratórium Vállalatnál készültek
- Készítette a Magyar Televízió megbízásából a Pannónia Filmstúdió

## Szereplők
- Vízipók: Pathó István
- Keresztespók: Harkányi Endre
- Fülescsiga: Móricz Ildikó
- Rózsaszín vízicsiga: Géczy Dorottya
- Kék vízicsiga: Felföldi Anikó
- Zöld vízicsiga: Pálos Zsuzsa
- Részeges légy: Victor Máté
- Kaszás doktor: Kenderesi Tibor